# Robert Hermann
Robert Hermann (* 28. April 1931 in Brooklyn; † 10. Februar 2020) war ein US-amerikanischer Mathematiker und mathematischer Physiker.
Hermann studierte in Paris und an der Princeton University (wo er Vorlesungen unter anderem von Charles Ehresmann hörte), wo er 1955 bei Donald Spencer promovierte (The Differential geometry of homogeneous spaces). Er lehrte an der Rutgers University, verließ diese um 1975 und forschte danach vor allem mit finanziellen Mitteln des Ames-Research Center der NASA. 1969/70 war er am Institute for Advanced Study.
Hermann publizierte zahlreiche Bücher über Differentialgeometrie (besonders nach der französischen Schule von Élie Cartan)  und Liegruppen-Theorie und deren Anwendungen auf Differentialgleichungen, integrable Systeme, Kontrolltheorie und Physik, meist bei der von ihm gegründeten  Mathematical Science Press in Brookline, Massachusetts, herausgekommen. Dabei betonte er auch die historische Komponente und gab auch Arbeiten von Sophus Lie, Gregorio Ricci-Curbastro und Tullio Levi-Civita, Felix Kleins Vorlesungen über Mathematikgeschichte, Élie Cartan, Georges Valiron und invariantentheoretische Arbeiten von David Hilbert mit Kommentar neu heraus.
In den 1960er Jahren befasste er sich mit Elementarteilchenphysik und Quantenfeldtheorie. Bereits in den 1960er Jahren veröffentlichte er Bücher, in denen er den Zusammenhang der Theorie der Faserbündel auf Riemannschen Mannigfaltigkeiten mit der Physik (Eichtheorien) herausstellte, was bei Physikern erst später ab den 1970er Jahren „Allgemeingut“ wurde.
Er war mit Lana Hermann verheiratet und hatte einen Sohn und eine Tochter.

## Bücher
- Lie groups for physicists, Benjamin 1966
- Fourier analysis on groups and partial wave analysis, Benjamin 1969
- Lie algebras and quantum mechanics, Benjamin 1970
- Lectures in mathematical physics, Benjamin 1970
- Vector Bundles in mathematical physics, Benjamin 1970
- Geometry, Physics and Systems, Dekker 1973
- Differential geometry and the calculus of variations, Academic Press 1968, 2. Auflage Brookline 1977
- Differential geometric methods and ideas in physics and engineering, Rutgers University Press, 1973
- Physical Aspects of Lie group theory, Montreal, Presse Universitaire de Montreal, 1974

In der Mathematical Science Press, Brookline, Massachusetts:
- Topics in the mathematics of quantum mechanics, Brookline, 1973, 1977
- mit Clyde Martin: Algebro-geometric and Lie theoretic techniques in control theory, Brookline 1977
- Algebraic topics in systems theory, Brookline 1973
- General algebraic ideas, Brookline 1973
- Topics in General Relativity, Brookline 1973
- Energy-Momentum Tensors, Brookline 1973
- Cartanian geometry, nonlinear waves and control theory, Brookline, 2 Teile 1980 (Cartanian meint im Sinne von Elie Cartan)
- Geometric structure theory of systems-control theory and physics, Brookline 1974
- Constrained mechanics and Lie theory, Brookline 1992
- Topics in the geometric theory of linear systems, Brookline 1984
- Yang-Mills, Kaluza-Klein and the Einstein program, Brookline 1978 (mit Beiträgen von Frank Estabrook, Hugo Wahlquist)
- Topics in the geometric theory of integrable dynamical systems, Brookline 1984
- Linear and tensor algebra, Brookline 1973
- Gauge fields and Cartan-Ehresmann Connections, Brookline 1975
- Topics in physical geometry, Brookline 1988
- mit Norman Hurt: Quantum statistical mechanics and Lie group harmonic analysis, Brookline 1980
- Toda lattices, cosymplectic manifolds, Bäcklund transformations, and kinks, Brookline 1977
- The geometry of non-linear differential equations, Bäcklund transformations, and solitons, Brookline 1977
- Geometric structures in nonlinear systems, Brookline 1991 (unter anderem Hydrodynamik, Deformationsstrukturen, mit Publikationsverzeichnis von Hermann bis 1991)
- Spinors, Clifford and Cayley Algebras, Brookline 1974
- Linear systems and introductory algebraic geometry, Brookline 1974
- Lie-Cartan-Ehresmann Theory, Brookline 1993
- Lie-theoretic ordinary differential equations, numerical analysis, mechanics, and differential systems, Brooklyn 1994
- C-O-R generalized functions, current algebras and control, Brookline 1994
- Geometric computing science – first steps, Brookline 1991
- Quantum and fermion differential geometry, Brookline 1977